# 都會棋
都會棋（Cathedral），是紐西蘭人Robert Moore在1978年推出的兩人棋類遊戲。棋子造型為建築屋，為一方格到五方格的組合。

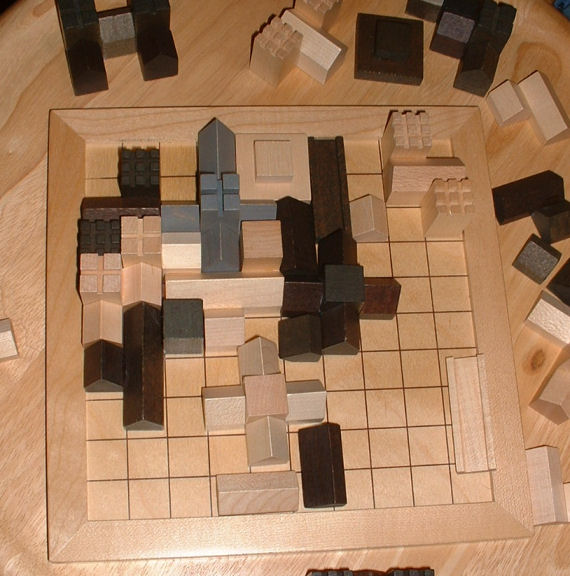
對弈中的都會棋

## 棋具
- 10*10方格棋盤。
- 一方格到五方格組成形狀大小各不同的方塊，共一十一種。每方有十四枚棋子，以深淺兩色區分敵我。中立棋子一枚，為灰色。

棋具

## 規則
- 為有利解釋，需定義以下現象：
  - 包圍：指一方的棋子以邊相接圍住一區域，不能只有角相接。
- 使用淺色方塊的玩家把一塊中立棋子放於棋盤。之後，每位玩家輪流放一枚棋子，但不能放在被敵方包圍的區域，淺色方先行。
- 當己方棋子將一區域圍住時，將裡面全部的敵棋交回給敵方，可再重用。
- 將己方的全部棋子先放入棋盤者獲勝[1]。

## 外部連結
- 遊戲介紹 （页面存档备份，存于）